# 关山月 (画家)
关山月（1912年10月25日—2000年7月3日），原名关泽霈，男，广东阳江人，中國大陸画家，岭南画派代表人物之一，与赵少昂、黎雄才、杨善深并称为岭南画派第二代四大著名画家。擅长山水、人物、花鸟，尤以写梅著称。为了纪念关山月的艺术成就，在深圳福田區蓮花山山下建有關山月美術館。

## 生平
关山月自幼受父亲影响，喜爱绘画。1933年，关山月毕业于广州市立师范学校（现广州市协和中学之前身），在广州任小学教员。1935年受到高剑父赏识，进入“春睡画院”习画，成为高剑父入室弟子，由高剑父改名为关山月。同年与李小平（秋璜）结婚。
1939年，关山月在澳门举办“抗战画展”，得到画家叶浅予、张光宇等人的欣赏，并应邀至香港公展。其中《渔民之劫》、《三灶岛外所见》、《南瓜》、《渔娃》四幅作品入选苏联主办的“中国美术展览”。1940年到1942年，北上曲江、桂林、贵阳、成都、重庆，一面写生，一面展出画作，创作《漓江百里图》。1943年关山月婉辞国立艺专教授之聘，与赵望云、张振铎及夫人李小平同行，沿河西走廊到敦煌观摩研究古代佛教艺术。
1946年，关山月回到广州，任教于高剑父创办的广州南中美术院。
1947年，关山月与高剑父、陈树人、赵少昂、黎葛民、杨善深在广东省民众教育馆举行六人画展。夏天到南洋旅行写生，先后到过曼谷、清迈、槟城、吉隆坡和新加坡，并在上述地方举行个人画展。1948年，他在上海举办西南、西北和南洋旅行写生画展，并出版出版了《西南西北记游画集》、《南洋记游画集》。1949年初，关山月来到香港，参加人间画会。中华人民共和国成立初期，他长期从事教学工作，曾任华南文艺学院美术部副部长兼教授，广州美术学院副院长、教授，并游遍国内大川名山及东南亚、欧洲。
1958年广州美术学院成立，关山月任副院长兼国画系主任、教授；同年由国家委派前往欧洲主持“中国近百年绘画展览”。1959年关山月与傅抱石合作为北京人民大会堂创作了巨幅国画《江山如此多娇》（宽9米、高6米），毛泽东亲自为该画题字，大大提高了关山月在国内的地位和影响。1961年，关山月与傅抱石去东北写生，作《煤都》、《林海》等六幅作品并于北京展出。
“文革”开始后，关山月因作品中有梅枝向下的构图而被受到“攻击社会主义倒霉（倒梅）”的文字獄指责，遭到批斗并下放“五七干校”，不准作画。1971年，“日中文化交流协会”赴华交流，负责人之一宫川寅雄指名要见关山月，关山月因此得以从干校返回广州。之后关山月生活开始回归正常，职务和头衔逐步恢复，艺术创作生涯重新开始。
1976年，关山月赴日本参加“日中文化交流协会”成立廿五周年活动，访问了日本著名画家平山郁夫、东山魁夷、宫川寅雄等。1978年，广东画院复院，关山月任院长。
1982年10月，关山月偕夫人赴日本参加日中邦交十周年庆祝活动，于日本东京、大阪举办“关山月画展”并出版《关山月》画册。关山月1974年创作的《俏不争春》于当年被日本《读卖新闻》评为世界名画。
1983年，关山月与张大千、赵少昂、林文杰合作创作了《梅兰竹芝》。1984年赴美国贝津大学、哈佛大学、纽约市立大学、柏克莱大学讲学，并在美作为期两个月的参观访问。1987年获广东省鲁迅文艺奖特别奖。
1990年5月，关山月在纽约东方画廊举办了《关山月旅美写生画展》，展出了包括长卷《尼加拉大瀑布》、《太平洋彼岸》等30幅写生画作。九十年代后，关山月常带领学生到各地采风写生，创作不断，同时他的各种画展和回顾展也不断举行。1994年，关山月为中南海紫光阁创作《轻舟已过万重山》，随后又为全国政协礼堂创作《黄河魂》。各种关山月画集也陆续出版。
1997年，关山月美术馆在深圳市落成。
關山月1956年加入中國共產黨，是第三至八屆全國人大代表。
2000年7月3日下午，关山月因病在广州去世，享年87岁。

## 艺术特色
关山月的作品秉承岭南画派“折衷中西，融汇古今”的精神，具有鲜明的时代感和写实性，以山水画和画梅见长。关山月的艺术风格可以分为三个时期。

1942年的作品《嘉陵江码头》，采用焦点透视的手法

第一时期：三十年代末至四十年代末。这个时期的作品受到西方绘画的影响，强调写实性，注重形体刻画，吸收了西方绘画中的构图法和明暗技巧，虽仍以水墨为主，但在描绘场景时采用焦点透视的手法，而不是传统国画的散点透视，现实感强烈。这个时期的作品有：《拾薪》《侵略者的下场》《嘉陵江码头》《岷江之秋》《黄河冰封》及《祁连放牧》等。
第二时期：五十年代至七十年代。这个时期关山月以饱满的革命热情，用画作描绘中华人民共和国的景象。这时的作品仍然有很强的写实性，充满浓厚的生活气息和地区色彩，同时加强了笔墨的表现力。这个时期的作品有：《江山如此多娇》《疾风知劲草》《春到雁门》《俏不争春》《天山牧歌》等。

1997年的作品《岭南春色》，技法回归传统

第三时期：八十年代至二十世纪末。文革结束后，关山月重新开始了创作。虽然已知古稀之年，关山月仍创作不断，达到了新的水平。这个时期的作品在保持写实性的同时，也加入了笔墨、意境等传统中国画的成分。笔触更为老辣奔放，构图更为简洁，画面更为丰富、含蓄。从对“形”的关注升华为对“神”的关注，注重笔墨意趣。这个时期的作品有：《巨榕红棉赞》《乡土情》《榕荫曲》《天香赞》《碧浪涌南天》《轻舟已过万重山》《岭南春色》等。

## 关山月与梅

1973年的作品《俏不争春》，其中梅枝全部向上。

关山月喜画梅，并以画梅著称，其作多为巨幅作品，气势磅礴，构图险而气势雄，与传统画梅不同。1963年所作的《报春图》，用倒挂的梅枝与冰峰雪岳形成视觉冲突，结果在文革中受到批判，被认为“攻击社会主义倒霉（梅）”。七十年代复出后，关山月为了不受批判，作品中的梅枝全部向上，以达政治正确的目的，直到八十年代后才重新开始艺术探索，达到新的高峰。对此关山月曾在1987年作的《天香赞》题跋中题诗：“画梅不怕倒霉灾，又遇龙年喜气来；意写龙梅腾老干，梅花莫问为谁开。”

## 出版物
《西南西北纪游画集》、《关山月》（日本版）、《关山月画选》（新加坡版）、《关山月八十回顾展》（台湾版）、《关山月旅美写生画集》（美国版）、《关山月论画》等。

## 紀念
2017年6月，廣東美術百年大展學術委員會公佈了特別評選出的廣東百年美術史上的21位廣東美術大家，其中包括李鐵夫、何香凝、高剑父、高奇峰、陳樹人、林風眠、趙少昂、關山月、羅工柳等。